# Camponotus evansi
Camponotus evansi é uma espécie de inseto do gênero Camponotus, pertencente à família Formicidae.